# Yale Center for British Art
Yale Center for British Art är ett konstmuseum på Yaleuniversitet i  New Haven i Connecticut i USA. Det är grundat på en konstsamling skänkt av Paul Mellon 1966, en amerikansk filantrop, hästuppfödare och arvtagare till en förmögenhet som skapats i finansvärlden via Mellon Bank. Konstsamlingens utgörs av omkring 2 000 målningar och tryck samt 200 skulpturer med brittisk konst från elisabetanska eran till nutid. Tyngdpunkten ligger på 1700-talet och första halvan av 1800-talet. Samlingarna innehåller verk från brittiska konstnärer och konstnärer från Nordamerika och Europa som verkat i Storbritannien.
I gåvan till universitet ingick även en medel till en byggnad att förvara och visa konstverken i. Byggnaden skapades av Louis Kahn som var professor i arkitektur på Yale. Det blev hans sista byggnad och den färdigställdes 1977 tre år efter hans död. Mittemot centret ligger konstsamlingen Yale University Art Gallery i en byggnad som var en av de första som Louis Khan ritade 1953.